# 1911 en Suisse
Chronologie de la Suisse
- 1907
- 1908
- 1909
- 1910
- 1911
- 1912
- 1913
- 1914
- 1915

Chronologie de la Suisse
1910 en Suisse - 1911 en Suisse - 1912 en Suisse

## Gouvernement au1erjanvier 1911
- Conseil fédéral:[1]
  - Marc-Emile Ruchet PRD, président de la Confédération
  - Ludwig Forrer PRD, vice-président de la Confédération
  - Josef Anton Schobinger PDC,
  - Adolf Deucher PRD
  - Robert Comtesse PRD
  - Ernst Brenner PRD
  - Eduard Müller PRD

## Évènements
- 7 janvier : Sir Arnold Lunn, le fils d’Henry Lunn, pionnier des sports alpins, organise à Montana la première descente de ski alpin, la « Kandahar », plus exactement Earl Robert of Kandahar Challenge. Les dix concurrents partentla veille à pied pour gagner, après six heures de marche, la cabane du Wildstrubel où ils passent la nuit. Le lendemain, les sportifs prennent le départ tous en même temps. Le vainqueur, l’Anglais Cecil Hopkinson, met 61 minutes pour relier la Plaine-Morte à la station. Cette épreuve révolutionne l’histoire mondiale du sport blanc.
- 31 mars : le tunnel du Lötschberg est percé.

 Mardi 4 avril 
- Élection au Conseil fédéral d’Arthur Hoffmann (PRD, SG).

 Vendredi 5 mai 
- Fondation à Lausanne de la Fédération suisse des aveugles.

 Mercredi 31 mai 
- Premier atterrissage à l’aérodrome de la Blécherette à Lausanne réalisé par le pilote Genevois Emile Taddéoli.

 Mardi 13 juin 
- Le Conseil national approuve la loi fédérale sur l’assurance en cas de maladie et d’accidents.

 Samedi 1er juillet 
- L’Odéon, célèbre café culturel de Zurich, ouvre ses portes.

 Samedi 8 juillet 
- Mise en service du chemin de fer Blonay-Les Pléiades (VD).

 Jeudi 27 juillet 
- Le village de Hindelbank (BE) est ravagé par un incendie.

 Mercredi 2 août 
- La Fondation Carnegie pour la Paix Internationale s’installe à Berne.

 Mardi 29 août 
- Onze ouvriers travaillant à la construction du pont du Val Mela (GR) pour les Chemins de fer rhétiques trouvent la mort lors de l'effondrement des échafaudages.

 Samedi 9 septembre 
- Un incendie se déclare au Simmenfluh, dans la région de Wimmis (BE). Il dure une vingtaine de jours.

 Mercredi 27 septembre 
- Inauguration du funiculaire Sierre-Montana-Vermala.

 Samedi 7 octobre 
- Premier vol de nuit en Suisse, effectué par le pilote Max Bucher durant une vingtaine de minutes, au-dessus de Dubendorf (ZH).

 Samedi 9 décembre 
- Premier numéro de l’hebdomadaire Schweizer Illustrierte, publié par la maison Ringier.

Date à préciser :
- La première concession de réception de radiodiffusion suisse est accordé à l’École des horlogers de Neuchâtel.

## Naissance
Vendredi 17 mars 
- Naissance à Saint-Gall du compositeur Raffaele D'Alessandro.

## Décès
Lundi 13 février 
- Décès à Lausanne, à l’âge de 64 ans, d’Ami Campiche, ancien inspecteur fédéral des fabriques pour la Suisse romande, Berne et le Tessin.

 Samedi 11 mars 
- Décès à Menton (Alpes-Maritimes, à l’âge de 54 ans, du conseiller fédéral Ernst Brenner (PRD, BS).

 Vendredi 17 mars 
- Décès à Mendrisio (TI), à l’âge de 53 ans, du peintre Filippo Franzoni.

 Dimanche 7 mai 
- Décès à Neuchâtel, à l’âge de 75 ans, de Paul Godet, pionnier de l'étude des mollusques en Suisse.

 Vendredi 21 juillet 
- Décès à Genève, à l’âge de 46 ans, de l’écrivain Philippe Monnier.
- Décès à Bâle, à l’âge de 56 ans, d’Albert Burckhardt-Finsler, auteur et conservateur du Musée historique.

 Vendredi 29 septembre 
- Décès à Stuttgart (Allemagne), à l’âge de 33 ans, du peintre Hans Brühlmann.

 Lundi 6 novembre 
- Décès à Berne, à l’âge de 69 ans, de l’écrivain Joseph Viktor Widmann.

 Lundi 27 novembre 
- Décès à l’âge de 62 ans, de l’ancien conseiller fédéral Josef Anton Schobinger (PDC, LU).

 Mercredi 13 décembre 
- Décès à Genève, à l’âge de 59 ans, du géographe Arthur de Claparède.